# Bodzavám
Bodzavám (románul Vama Buzăului) falu Romániában, Brassó megyében, Bodzavám község központja.

## Fekvése
Brassótól 31 km-re délkeletre, a Bodza folyó felső folyása mentén fekszik.

## Nevének eredete
Nevét onnan kapta, hogy a Bodzai-szoros bejáratánál a vámház közelében települt. Román neve a magyarnak tükörfordítása.

## Története
A Bodzai-szorosnál volt egykori vámház közelében a 18. században havasi román zsellérek telepedtek le, legtöbben a Barcaság falvaiból szöktek meg. 1891-ben 1363 lakosa volt, 1902 és 1925 között Magyarbodza része volt. A trianoni békeszerződésig Háromszék vármegye Sepsiszentgyörgyi járásához tartozott.

## Népessége
1992-ben társközségeivel együtt 3258 lakosából 3193 román, 56 cigány és 9 magyar volt.
2002-ben a falu 1512 lakosából 1497 román, 12 cigány, 2 magyar és 1 zsidó volt, felekezeti hovatartozás szerint 1480 ortodox, 2 római-katolikus, 1 adventista és 30 egyéb vallásúnak vallotta magát. 2002-ben társtelepüléseivel együtt 3356 lakosa volt.

## Látnivalók
- Határában a Királyhegy előfokán volt Bodza vára, melyet Királykőnek is neveztek. Először 1457-ben említik, a 17. század elején romokban hevert, de 1630-ban Bethlen Gábor újjáépíttette. 1658-ban sikerrel állt ellen a tatár betörésnek, utoljára 1690-ben Hausler császári tábornok állíttatta helyre. A várat valószínűleg 1711-ben a szatmári béke értelmében robbantották fel a császáriak, a maradványokat később széthordták építkezésekhez. Ma már alapfalai is alig látszanak.
- A falu melletti hegygerincen egy kb. 100×50 méteres kiterjedésű első világháborús sáncerőd is fellelhető, melynél fontos harcok dúltak az 1916-os és 1918-as román betörések idején.
- A falu délkeleti kijáratánál lévő Kápolna-dombon állnak a régi katolikus templom romjai. A templom 1794-ben épült, sokáig önálló egyházközségként létezett, noha Orbán Balázs ittjártakor, 1870-ben már csak 60 magyar élt a faluban, túlnyomórészt római-katolikusok. Az itteni magyarság nagy része határőri, vámügyi stb. feladatokat végzett itt, ezért Trianont követően a magyar lakosság gyorsan elapadt, az egyházközség megszűnt, a templom tetőzete pedig az 1950-es években beomlott.
- A régi templom mögött az első világháborúban elesett osztrák–magyar és román katonák közös tömegsírja van, valamint itt is fellelhetők még kisebb sáncerődítések, ez volt ugyanis a gerincen lévő nagy erőd előretolt állása. Errefelé állhatott az egykori vámház épülete is, mely ma már nem látható.
- A régi magyar határon, akárcsak Gyimesbükkön, itt is álltak egykor a Magyar Királyság határát jelző Szent Korona formáját idéző határkövek. Ezek legtöbbjét az 1960-as években, Ceauşescu idején "eltüntették", nem tudható, vajon mennyi maradt meg belőlük a környéken a hegygerinceken.
- A település jelenlegi ortodox temploma 1848-ban épült fel egy régebbi fatemplom helyett.
- Románia negyedik bölényrezervátumát hozták létre a Brassó megyei Bodzavámon. A kezdeményezés a megye turizmusát hivatott fellendíteni, a bölények egyelőre egy százhektáros területen kaptak helyet, de a közeljövőben szabadon engedik az egykor őshonos állatokat. A kezdeményezés első lépéseként Olaszországból, Ausztriából és svájci állatkertekből szállították a bölényeket a bodzavámi Bölények Völgye elnevezésű rezervátumba.[3]

## Képgaléria
- Képek Bodzavámról és környékéről a www.erdely-szep.hu honlapon